# プッタラム
プッタラム（シンハラ語: පුත්තලම、タミル語: புத்தளம்、英語: Puttalam）は、スリランカの北西部州プッタラム県の都市である。プッタラム県の県都であり、スリランカ最大の都市コロンボから北に約130kmの北西海岸に位置している。プッタラムは塩田やココナッツの生産、漁業で知られている。またプッタラムにあるラグーンはスリランカで最大級のものである。

## 気候
プッタラムはケッペンの気候区分でサバナ気候に属す。6月から9月と1月から3月にかけて短い乾季があり、10月から12月は本格的な雨季となる。気温は若干変動があるものの年間を通してそれほど変化しない。
| プッタラムの気候       | プッタラムの気候 | プッタラムの気候 | プッタラムの気候 | プッタラムの気候 | プッタラムの気候 | プッタラムの気候 | プッタラムの気候 | プッタラムの気候 | プッタラムの気候 | プッタラムの気候 | プッタラムの気候 | プッタラムの気候 | プッタラムの気候 |
| 月                     | 1月              | 2月              | 3月              | 4月              | 5月              | 6月              | 7月              | 8月              | 9月              | 10月             | 11月             | 12月             | 年               |
| ---------------------- | ---------------- | ---------------- | ---------------- | ---------------- | ---------------- | ---------------- | ---------------- | ---------------- | ---------------- | ---------------- | ---------------- | ---------------- | ---------------- |
| 最高気温記録 °C （°F） | 33.7 (92.7)      | 36.3 (97.3)      | 36.5 (97.7)      | 37.5 (99.5)      | 35.4 (95.7)      | 34.9 (94.8)      | 35.0 (95)        | 34.6 (94.3)      | 35.5 (95.9)      | 34.5 (94.1)      | 33.3 (91.9)      | 34.3 (93.7)      | 37.5 (99.5)      |
| 平均最高気温 °C （°F） | 30.5 (86.9)      | 32.1 (89.8)      | 33.2 (91.8)      | 33.1 (91.6)      | 32.3 (90.1)      | 31.5 (88.7)      | 31.4 (88.5)      | 31.5 (88.7)      | 31.7 (89.1)      | 31.1 (88)        | 30.5 (86.9)      | 29.9 (85.8)      | 31.6 (88.9)      |
| 日平均気温 °C （°F）   | 25.8 (78.4)      | 26.8 (80.2)      | 28.1 (82.6)      | 28.8 (83.8)      | 29.0 (84.2)      | 28.8 (83.8)      | 28.5 (83.3)      | 28.5 (83.3)      | 28.5 (83.3)      | 27.6 (81.7)      | 26.7 (80.1)      | 26.0 (78.8)      | 27.8 (82)        |
| 平均最低気温 °C （°F） | 21.0 (69.8)      | 21.4 (70.5)      | 23.1 (73.6)      | 24.5 (76.1)      | 25.8 (78.4)      | 26.2 (79.2)      | 25.6 (78.1)      | 25.5 (77.9)      | 25.3 (77.5)      | 24.1 (75.4)      | 22.9 (73.2)      | 22.1 (71.8)      | 24.0 (75.2)      |
| 最低気温記録 °C （°F） | 16.3 (61.3)      | 15.2 (59.4)      | 18.4 (65.1)      | 20.4 (68.7)      | 20.4 (68.7)      | 21.0 (69.8)      | 21.2 (70.2)      | 21.7 (71.1)      | 21.4 (70.5)      | 19.4 (66.9)      | 16.7 (62.1)      | 17.6 (63.7)      | 15.2 (59.4)      |
| 降水量 mm （inch）     | 55 (2.17)        | 40 (1.57)        | 66 (2.6)         | 176 (6.93)       | 95 (3.74)        | 42 (1.65)        | 16 (0.63)        | 16 (0.63)        | 64 (2.52)        | 238 (9.37)       | 249 (9.8)        | 138 (5.43)       | 1,195 (47.05)    |
| % 湿度                 | 70               | 66               | 67               | 71               | 74               | 73               | 73               | 73               | 72               | 75               | 76               | 75               | 72               |
| 出典：NOAA             |                  |                  |                  |                  |                  |                  |                  |                  |                  |                  |                  |                  |                  |

## 宗教
プッタラムはスリランカの県庁所在地で唯一イスラム教が多数派を占める都市であり、人口の95%がイスラム教徒である。プッタラムにはスリランカでも名高いモスクが存在しており、グランド・モスク・プッタラムを始めとして約10のモスクがある。プッタラムに位置するCassimiyaマドラサは、同じくスリランカでも有名なマドラサの一つである。イスラム教以外では、仏教、キリスト教、ヒンドゥー教もまた少数派として存在する。

## 交通
プッタラムには3本の主要な街道が接続しており、それぞれ他の主要都市と結びついている。A3ハイウェイはニゴンボを経由してコロンボと接続しており、A10はクルネーガラを通ってキャンディと、A12はアヌラーダプラを通ってトリンコマリーに接続する。
都市間バスとして、コロンボ並びにクルネーガラ、キャンディ、アヌラーダプラへのバスが運行されている。また鉄道もニゴンボを経由してコロンボへと向かう列車が運行されている。

## 経済
プッタラムはスリランカで2番目のココナッツの産地であり、その栽培はイスラム教徒のムーア人が担っている。またプッタラムは塩の生産量でもスリランカ2位である。プッタラムには国内有数のセメント工場も存在している。
その他の産業としては、エビの養殖や農業が活発である。